# 東中間站
東中間站（日语：／ Higashi-Nakama eki */?）是位於福岡縣中間市東中間二丁目，筑豐電氣鐵道筑豐電氣鐵道線車站。車站編號為CK12。

## 歷史
- 1956年（昭和31年）10月15日 - 車站啟用。

## 車站構造
車站是一座地面車站，設有2面2線的相對式月台。此站是無人車站。上行月台設有商店（現時是美甲店）。

### 月台
| 月台 | 路線        | 方向                 | 備註 |
| ---- | ----------- | -------------------- | ---- |
| 1    | ■筑豐電鐵線 | 楠橋、筑豐直方方向   |      |
| 2    | ■筑豐電鐵線 | 永犬丸、黑崎站前方向 |      |

※實際上沒有月台編號，上述的編號只用作列車運輸指令上使用。

## 使用狀況
在2019年度，1日平均上下車人次為637人。以下為近年1日平均乘車人次列表。
| 年度               | 1日平均 上下車人次 |
| ------------------ | ------------------ |
| 2008年（平成20年） | 886                |
| 2009年（平成21年） | 822                |
| 2010年（平成22年） | 693                |
| 2011年（平成23年） | 721                |
| 2012年（平成24年） | 751                |
| 2013年（平成25年） | 730                |
| 2014年（平成26年） | 691                |
| 2015年（平成27年） | 700                |
| 2016年（平成28年） | 701                |
| 2017年（平成29年） | 688                |
| 2018年（平成30年） | 631                |
| 2019年（令和元年） | 637                |

## 車站周邊
- 7-11福岡中間店
- 梅安天滿宮（日语：梅安天満宮）（步行6分鐘）
- 日本郵政德若郵局
- 中間東幼稚園
- 扇浦團地
- 中間市立中間東中學

## 相鄰車站
筑豐電氣鐵道
筑豐電氣鐵道線
通谷（CK11）－東中間（CK12）－筑豐中間（CK13）

## 注腳
1. ↑  鉄道事業｜企業・グループ情報《西鉄について》 （页面存档备份，存于）（日語） 令和元年度 駅別乗降人員
2. ↑   (PDF). 中間市.   [2020-05-28]. （原始内容 (PDF)存档于2021-04-16） （日语）.